# Emmanuel Mutai
Emmanuel Kipchirchir Mutai (Tulwet, 12 de outubro de 1984) é um corredor de longa distância queniano, especializado na maratona. É oficialmente o segundo homem mais rápido do mundo nesta distância.
Começou correndo meia-maratonas e estreou na distância maior em  2007, vencendo a Maratona de Amsterdã. Depois de dois quarto lugares na Maratona de Londres de 2008 e 2009, conquistou a medalha de prata no Campeonato Mundial de Atletismo de 2009 em Berlim. Em 2010 ficou em segundo lugar nas maratonas de Londres e Nova York. No ano seguinte venceu a Maratona de Londres, com um recorde pessoal e recorde do percurso de 2:04:40.
Mutai representou o Quênia na maratona dos Jogos Olímpicos de Londres 2012 mas sentiu uma contusão e passou mal durante a prova, chegando a parar por breves momentos, e terminou apenas na 17ª colocação; os outros dois quenianos, Abel Kirui e Wilson Kipsang, conquistaram respectivamente as medalhas de prata e bronze.
Em 2013, baixou seu recorde pessoal na Maratona de Chicago, chegando em segundo lugar para o compatriota Dennis Kimetto, com o tempo de 2:03:52; em setembro de 2014 novamente ele e Kimetto fizeram outra dobradinha 1-2 na Maratona de Berlim, e Mutai marcou novo recorde pessoal e a segunda melhor marca do mundo na distância – 2:03.:13; seu compatriota Kimetto, o vencedor, quebrou o recorde mundial da maratona com o tempo de 2:02:57.